# 3rd Bass
3rd Bass est un groupe de hip hop américain actif à la fin des années 1980 et au début des années 1990.